# Christopher and His Kind
Christopher and His Kind è un film per la televisione del 2011 diretto da Geoffrey Sax e trasmesso dalla BBC, basato sulla vita dello scrittore britannico Christopher Isherwood. È un adattamento cinematografico dell'omonima autobiografia dello scrittore, scritta nel 1976 e pubblicata in Italia con il titolo Christopher e il suo mondo.
Qui Isherwood è interpretato da Matt Smith, mentre il cast principale comprende Alexander Dreymon, Toby Jones, Douglas Booth, Imogen Poots e Iddo Goldberg.

## Trama
Nel 1931 Christopher si prepara a lasciare l'Inghilterra per recarsi in Germania. Sul treno conosce Gerald Hamilton, un inglese buono a nulla di origini irlandesi, e i due decidono di prendersi una stanza. Arrivato a Berlino, Christopher incontra l'amico Wystan Auden che lo porta al "Cosy Corner", un locale gay frequentato da gigolò.
Alloggia in una pensione di famiglia gestita da Fräulein Thurau e lì diventa subito amico di Jean Ross, un'aspirante attrice che si esibisce in un club. Intreccia, anche, una tumultuosa relazione con Caspar, un gigolò del "Cosy Corner". La loro relazione continua fino a quando Caspar sparisce improvvisamente e Christopher, mesi dopo, viene a scoprire che ha paradossalmente aderito al partito nazista, repressivo nei confronti di qualsiasi minoranza, comprese le persone omosessuali.

## Produzione

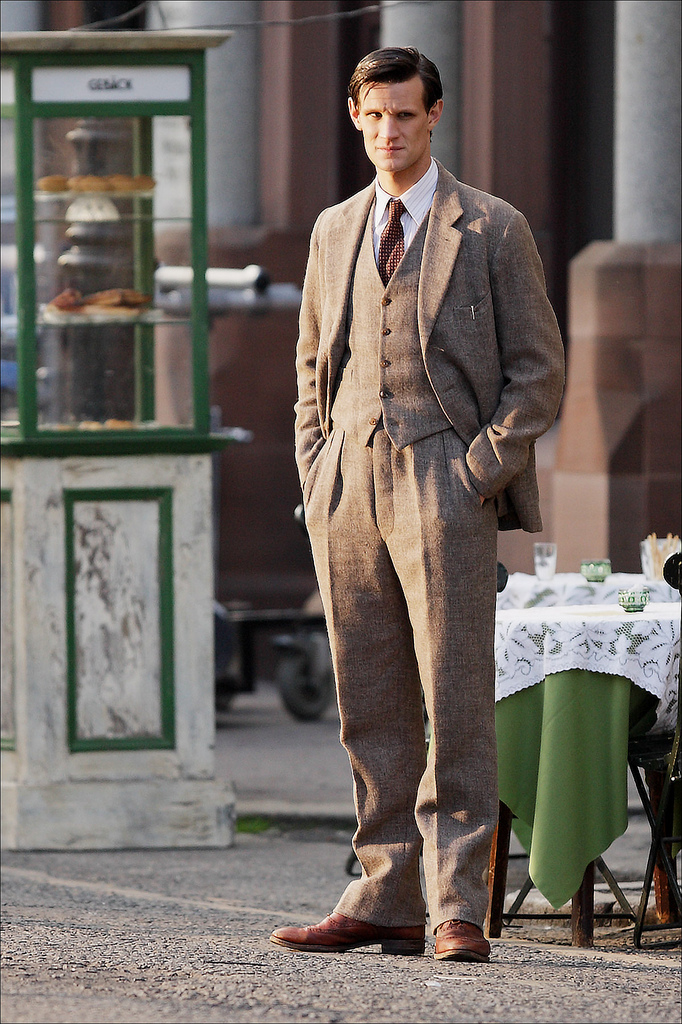
Matt Smith sul set del film

### Cast
Per studiare il personaggio, l'attore Matt Smith ha letto i romanzi di Isherwood, ha guardato filmati dello scrittore ed ha viaggiato negli Stati Uniti per incontrare il compagno di lunga data di Isherwood, il pittore Don Bachardy.
Smith ha affermato: «Solo vedere l'amore che Don provava per lui, ed essere nel luogo in cui Christopher ha vissuto e scritto, è stato molto istruttivo».
Invece, per il suo personaggio, l'aspirante cantante Jean Ross, l'attrice Imogen Poots ha affermato di aver tentato di mostrare la personalità della Ross come "fragile sotto diversi strati di forte mascheramento", senza però rappresentarla come una cantante di successo. Infatti la Poots ha spiegato che, secondo lei, se "Jean fosse stata così brava, non avrebbe sprecato il suo tempo in giro con Isherwood nei cabaret della Repubblica di Weimar, ma anzi avrebbe seguito la sua strada, verso la vita che sognava a Hollywood: sono convinta che così avrebbe fatto ancora più successo di Isherwood!".

### Riprese
Il film è stato girato a Belfast, nell'Irlanda del Nord, dal 16 maggio all'8 giugno 2010. Membri del Partito Unionista dell'Ulster protestarono per le numerose bandiere con la svastica posizionate su alcuni edifici durante le riprese. Di conseguenza, queste scene furono girate solamente al mattino presto o durante la notte.

A causa dell'interesse nell'avere Smith nella parte dell'Undicesimo Dottore in Doctor Who, la BBC ha dettato rigide istruzioni affinché Smith non apparisse completamente nudo nel film. Il regista Geoffrey Sax ha affermato: 
«Mi hanno detto che non dovevo mostrare il sedere del Doctor Who! Erano piuttosto fermi su questo punto, anche se Matt stava interpretando un personaggio completamente diverso. Hanno investito molto su di lui come Undicesimo Dottore e avrebbero dovuto fare una seconda stagione con lui, quindi erano ovviamente ansiosi di proteggere la loro proprietà. Così ho detto: "Ok, non vedrete il suo didietro"».
L'orologio con la base a forma di delfino che appare ripetutamente nel film è il vero orologio che si trovava nella stanza di Isherwood a Berlino. È stato lo stesso Don Bachardy a prestarlo alla produzione.

## Distribuzione
Il film è andato in onda in prima visione il 20 febbraio 2011 sul canale Arte in Francia e Germania, rispettivamente con il titolo Christopher et Heinz e Christopher und Heinz - Eine Liebe in Berlin. Successivamente è stato trasmesso il 19 marzo 2011 nel Regno Unito sui canali BBC Two e BBC HD.
In Canada l'anteprima di Christopher and His Kind si è tenuta il 21 maggio 2011 durante il Toronto LGBT Film and Video Festival. Negli Stati Uniti il film è stato mostrato in anteprima il 24 giugno 2011 durante il Los Angeles Film Festival. Il 26 giugno è stato invece proiettato in chiusura del Frameline Film Festival, a San Francisco.
In Europa il film è stato distribuito direttamente in versione DVD a partire dal 21 marzo 2011, mentre negli Stati Uniti e in Canada è stato venduto dal 28 giugno 2011.

## Accoglienza

### Critica
Il film è stato molto ben accolto dalla critica.
Per esempio, Sam Wollaston, per The Guardian, ha espresso un forte apprezzamento per Christopher and His Kind, lodando il personaggio di Matt Smith, da lui descritto come «intrigantemente libertino, completamente disdicevole, affascinante, elegante, intelligente e divertente», e paragonando favorevolmente l'interpretazione del protagonista a quella di John Hurt nella parte di Quentin Crisp. Similmente ha apprezzato diversi altri attori e ha applaudito il film per la sua magistrale rievocazione storica, concludendo con «brillante dramma di alto livello, ben fatto».
Michael Hogan del Sunday Telegraph ne ha dato una valutazione altrettanto positiva, definendolo un film «finemente girato, che evoca amorevolmente il periodo storico, ma con un'atmosfera ironica ed ammiccante – per non parlare di alcune vigorose scene di sesso – che gli impediscono di diventare troppo lacrimevole». Anche Hogan ha apprezzato la recitazione di Smith e degli interpreti secondari.
Meno impressionato dal film si è mostrato John Lloyd dal Financial Times, che ha trovato sconfortanti le scene di sesso omosessuale per la loro esplicità. Inoltre ha dichiarato di non ritenere la recitazione abbastanza intensa, giudicando invece le scene tra Christopher e sua madre come le più efficaci. Il film, ha concluso, «non è stato magnifico ma ciò nonostante è stato fatto coraggiosamente».